# 포르투갈의 현
포르투갈의 최상위 행정 구역인 현(포르투갈어: distritos)은 18개로 구성되어 있다.

## 목록
| 1. 리스본 현(리스보아 현, Lisboa) 2. 레이리아 현(Leiria) 3. 산타렝 현(Santarém) 4. 세투발 현(Setúbal) 5. 베자 현(Beja) 6. 파루 현(Faro) 7. 에보라 현(Évora) 8. 포르탈레그르 현(Portalegre) 9. 카스텔루브랑쿠 현(Castelo Branco) 10. 구아르다 현(Guarda) 11. 코임브라 현(Coimbra) 12. 아베이루 현(Aveiro) 13. 비제우 현(Viseu) 14. 브라간사 현(Bragança) 15. 빌라헤알 현(Vila Real) 16. 포르투 현(Porto) 17. 브라가 현(Braga) 18. 비아나두카스텔루 현(Viana do Castelo) | 포르투갈의 현 |